# Oghenekaro Etebo
Etebo Peter Oghenekaro (ur. 9 listopada 1995 w Lagos) – nigeryjski piłkarz występujący na pozycji napastnika w hiszpańskim klubie UD Las Palmas, do którego jest wypożyczony z CD Feirense. Wychowanek Warri Wolves.